# Kỷ Mẫn công
Kỷ Mẫn công (chữ Hán: 杞湣公; trị vì: 486 TCN-471 TCN), tên là Tự Duy, là vị vua thứ 18 của nước Kỷ - chư hầu nhà Chu trong lịch sử Trung Quốc.
Ông là con của Kỷ Ly công - vua thứ 17 nước Kỷ. Năm 487 TCN, Kỷ Ly công mất, ông lên nối ngôi vua.
Năm 471 TCN, ông bị em là Tự Át Lộ giết hại để giành ngôi báu, tức là Kỷ Ai công. Ông làm vua tất cả 16 năm.